# Челгозеро
Челгозеро — озеро на территории Ледмозерского сельского поселения Муезерского района Республики Карелии.

## Общие сведения
Площадь озера — 3,2 км², площадь водосборного бассейна — 2960 км². Располагается на высоте 136,1 метров над уровнем моря.
Форма озера лопастная. Берега изрезанные, каменисто-песчаные, местами заболоченные.
Через озеро протекает река Чирко-Кемь.
С юго-восточной стороны в озеро втекает протока, несущая воды из озёр Мергубского, Пизмы, Тикши и Аккаярви, а также реки Пизмы.
Код объекта в государственном водном реестре — 02020000911102000005322.